# Rogóż (Lidzbark Warmiński)
Pour l’article homonyme, voir Rogóż.
Rogóż est un village polonais de la voïvodie de Varmie-Mazurie, dans le powiat de Lidzbark.

## Histoire
De 1818 à 1945, Roggenhausen fait partie de l'arrondissement d'Heilsberg dans le district de Königsberg au sein de la province de Prusse-Orientale.

## Bâtiments
- Église paroissiale gothique, église-halle avec une tour, datant de la seconde moitié du XIVe siècle, dédiée à Sainte-Barbe. L'intérieur de l'église a été rénové à deux reprises au XVIIIe siècle. La deuxième rénovation comprenait des tondos en stuc avec les bustes du Christ, de la Vierge Marie et des apôtres sur les murs entre les fenêtres, réalisés par Perwanger. Le retable rococo de l'atelier de Christian Bernatd Schmidt, datant d'environ 1770. L'église a été rénovée en 1886 et en 1918-1919.